# Acanthopharyngoides chitwoodi
Acanthopharyngoides chitwoodi is een rondwormensoort uit de familie van de Desmodoridae. De wetenschappelijke naam van de soort is voor het eerst geldig gepubliceerd in 1954 door Wieser.